# Іщенко Василь Архипович
Василь Архипович Іщенко (нар. 1910 — ?) — радянський діяч, 1-й секретар районного партійного комітету авіаційного заводу імені Баранова міста Запоріжжя. Член Центральної ревізійної комісії КП(б)У в травні 1940 — січні 1949 року.

## Біографія
Член ВКП(б) з 1931 року.
Перебував на відповідальній партійній роботі.
До лютого 1940 року — інструктор організаційно-інструкторського відділу ЦК КП(б)У.
У лютому 1940 — 1941 року — 1-й секретар районного партійного комітету авіаційного заводу імені Баранова міста Запоріжжя.
З липня 1944 по травень 1948 року — заступник завідувача та в.о. завідувача відділу авіаційної промисловості ЦК КП(б)У.
З травня 1948 по лютий 1951 року — інспектор ЦК КП(б)У.
З лютого 1951 року — начальник політичного відділу Мелітопольського будівельно-монтажного управління № 4 «Укрводбуду» Запорізької області.
З листопада 1953 по липень 1956 року — член правління Української ради промислової кооперації (Укрпромради).
Подальша доля невідома.

## Нагороди
- орден Трудового Червоного Прапора (23.01.1948)
- орден «Знак Пошани»
- медалі